# Raión de Alexéyevskaya
El raión de Alexéyevskaya (ruso: Алексе́евский райо́н) es un distrito administrativo y municipal (raión) ruso perteneciente a la óblast de Volgogrado. Se ubica en el noroeste de la óblast. Su capital es Alexéyevskaya.
En 2021, el raión tenía una población de 15 280 habitantes.
El raión es limítrofe al suroeste con la óblast de Rostov. Su territorio es completamente rural.

## Subdivisiones
Comprende 61 localidades rurales, agrupadas en los siguientes quince asentamientos rurales:
- Alexéyevskaya (la capital)
- Arzhánovskaya
- Bolshói Bábinski
- Krasni Oktiabr
- Lárinski
- Poklónovski
- Réchenski
- Riábovski
- Samólshinski
- Solontsovski
- Stézhenski
- Triójlozhinski
- Ust-Buzulúkskaya
- Sharáshenski
- Yáminski